# ケースレー・インスツルメンツ
ケースレーインスツルメンツ（英: Keithley Instruments）はアメリカ合衆国オハイオ州ソロンを拠点として電気・電子計測機器の開発・製造・販売・サポートを行う測定器企業。

## 概要
1946年にオハイオ州クリーブランドで創業して業容を拡大して2010年にダナハーの傘下のテクトロニクスと合併した。

## 沿革
- 1946年 - アメリカ合衆国オハイオ州クリーブランドで、Joseph F. Keithleyによって計測機器メーカとして創業。
- 1964年 - ソロンへ移転。
- 1995年 - ニューヨーク証券取引所へ上場。
- 2003年 - カリフォルニア州サンタローザに高周波設計センター開設。
- 2009年 - 高周波設計センターをアジレント・テクノロジーに売却。
- 2010年 - ダナハーの傘下に入り、テクトロニクスと合併。

## 主な製品
- 電源
- マルチメータ
- 半導体試験装置